# Philipp Heinrich Hellermann
Philipp Heinrich Hellermann (* 3. September 1728 in Meisenheim; † 6. Juni 1806 in Meisenheim) war ein deutscher Baumeister des Spätbarock und Klassizismus.

## Leben
Zunächst ab 1754 als Kellereiadjunkt tätig, wurde Hellermann 1760 Baumeister in pfalz-zweibrückischen Diensten. 1765 wurde er von Christian IV. von Pfalz-Zweibrücken zum Landbaudirektor ernannt, zudem wurde ihm die „Direktion über die Chausseen und Landstraßen“ im Herzogtum übertragen. 1776 wechselte er in den Dienst der Wild- und Rheingrafen in Kirn.

## Werke

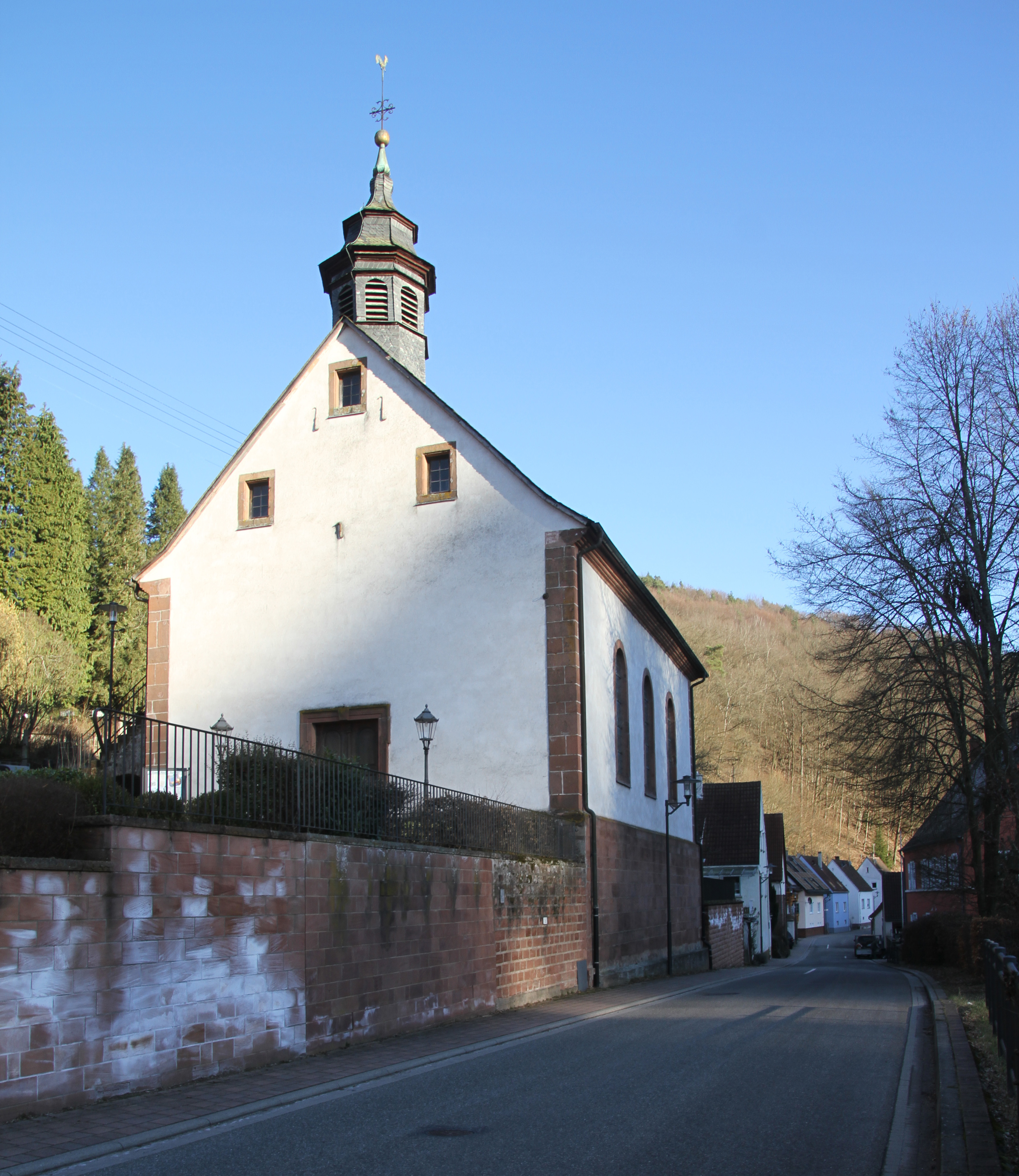
Protestantische Kirche in Schönau (Pfalz) (1746)

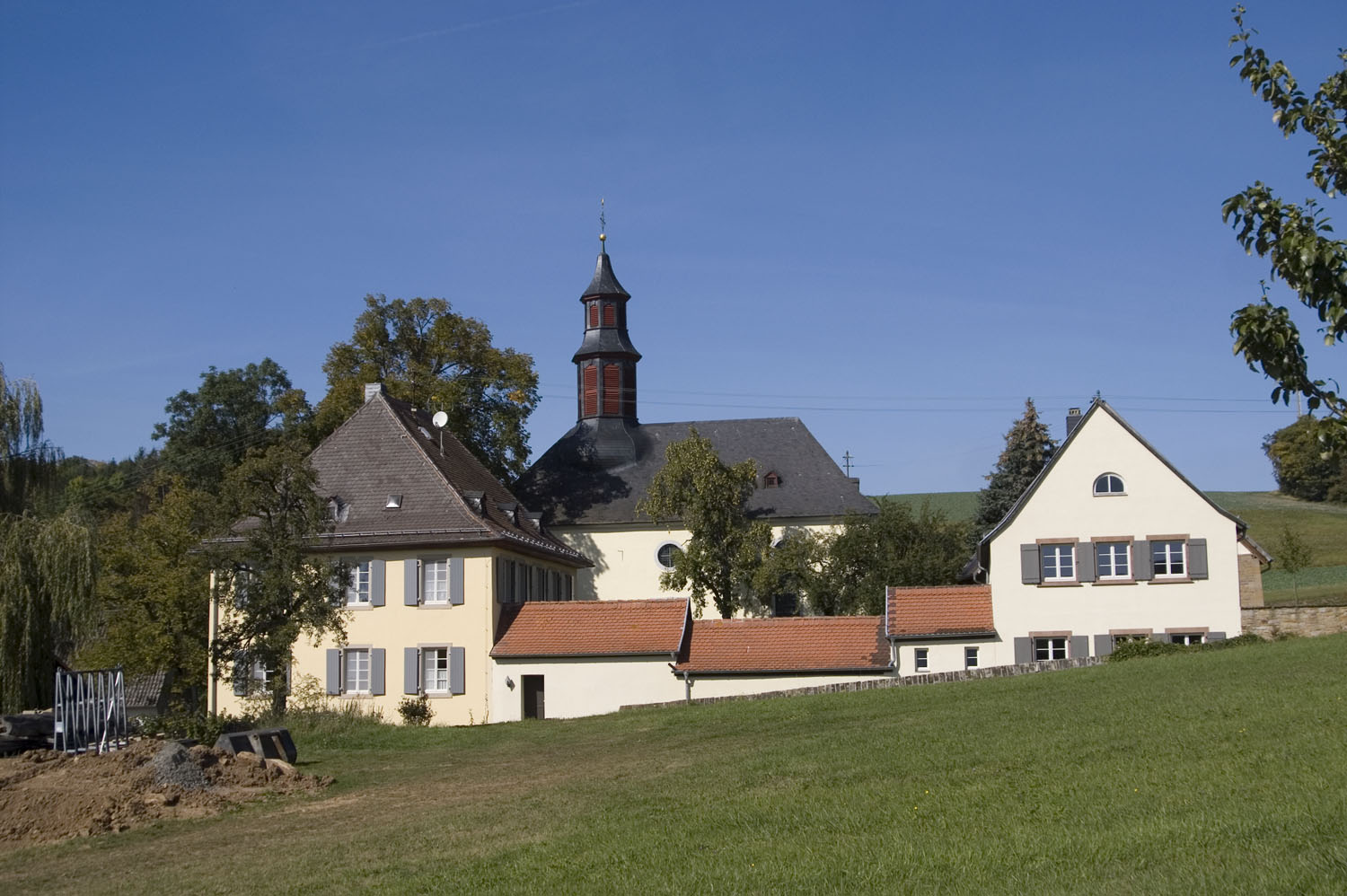
Protestantische Kirche mit Pfarrhof in Ransweiler (1766/67)

Als Landbaudirektor im Herzogtum Pfalz-Zweibrücken war er für sämtliche landesherrlichen Baumaßnahmen verantwortlich. Ein Schwerpunkt seiner Tätigkeit war die Renovierung und der Neubau von reformierten Kirchen, für die er auch Typenbauten entwickelte. Zu den von Hellermann gestalteten Kirchen gehören:
- Protestantische Kirche in Schönau (Pfalz) (1746)
- Protestantische Kirche in Bisterschied (1759/60)
- Protestantische Kirche in Schiersfeld (1761/62)
- Lutherische Christianskirche in Meisenheim (1761–71)
- Evangelische Pfarrkirche in Lettweiler (1763)
- Langhaus der protestantischen Pfarrkirche in Odenbach (1764/65)
- Protestantische Pfarrkirche in Waldmohr (1765)
- Innenraum der Schlosskirche in Meisenheim (1766–70)
- Protestantische Kirche in Ransweiler (1767)
- Protestantische Kirche in Rudolphskirchen (1767)
- Evangelische Kirche in Jeckenbach (1767; zugeschrieben)
- Langhaus und Turm der Pauluskirche in Bad Kreuznach (1768–81)
- Saal der Christuskirche in Mimbach (1769)
- Saal der protestantischen Pfarrkirche in Glan-Münchweiler (1771)
- Erweiterung der Elisabethenkirche in Limbach (1771)
- Simultankirche in Bierbach (1775; 1968 abgerissen)
- Evangelische Kirche in Ellweiler (1776)
- Protestantische Pfarrkirche in Quirnbach/Pfalz (1777/78)
- Saal der protestantischen Pfarrkirche in Ohmbach (1780)

Unter den von Hellermann entworfenen Profanbauten sind:
- Protestantisches Pfarrhaus in Kusel (1760)
- Protestantisches Pfarrhaus in Obermoschel (1761)
- Hofanlage Amtsgasse 1 in Meisenheim (1763–65)
- Protestantischer Pfarrhof in Ransweiler (1766)